# Campeonato Europeu de Ginástica Artística de 2017
O 7º Campeonato Europeu de Ginástica Artística Masculina e Feminina aconteceu de 19 a 23 de abril de 2019 na Polyvalent Hall em Cluj-Napoca, Romênia. Como de costume neste formato, nenhuma competição por equipes foi realizada.

## Medalhistas
| Evento           | Ouro                       | Prata                   | Bronze                               |
| Masculino        |                            |                         |                                      |
| Individual geral | UKR Oleg Verniaiev         | RUS Artur Dalaloyan     | GBR James Hall                       |
| Solo             | ROU Marian Dragulescu      | RUS Dmitrii Lankin      | ISR Alexander Shatilov               |
| Cavalo com alças | RUS David Belyavskiy       | HUN Krisztián Berki     | ARM Harutyun Merdinyan               |
| Argolas          | GRE Eleftherios Petrounias | GBR Courtney Tulloch    | UKR Igor Radivilov                   |
| Salto            | RUS Artur Dalaloyan        | ROU Marian Dragulescu   | UKR Oleg Verniaiev                   |
| Barras paralelas | UKR Oleg Verniaiev         | GER Lukas Dauser        | RUS Nikita Nagornyy                  |
| Barra Fixa       | SUI Pablo Brägger          | SUI Oliver Hegi         | RUS David Belyavskiy                 |
| Feminino         |                            |                         |                                      |
| Individual geral | GBR Ellie Downie           | HUN Zsófia Kovács       | FRA Melanie de Jesus dos Santos      |
| Salto            | FRA Coline Devillard       | GBR Ellie Downie        | HUN Boglárka Dévai                   |
| Barras paralelas | BEL Nina Derwael           | RUS Elena Eremina       | GER Elisabeth Seitz GBR Ellie Downie |
| Trave            | ROU Catalina Ponor         | NED Eythora Thorsdottir | ROU Larisa Iordache                  |
| Solo             | RUS Angelina Melnikova     | GBR Ellie Downie        | NED Eythora Thorsdottir              |

## Quadro de medalhas
| Ordem | País          | Medalha de ouro | Medalha de prata | Medalha de bronze |   |
| ----- | ------------- | --------------- | ---------------- | ----------------- | - |
| 1     | Rússia        | 3               | 3                | 2                 | 8 |
| 2     | Roménia       | 2               | 1                | 1                 | 4 |
| 3     | Ucrânia       | 2               |                  | 2                 | 4 |
| 4     | Grã-Bretanha  | 1               | 3                | 2                 | 6 |
| 5     | Suíça         | 1               | 1                |                   | 2 |
| 6     | França        | 1               |                  | 1                 | 2 |
| 7     | Bélgica       | 1               |                  |                   | 1 |
| 7     | Grécia        | 1               |                  |                   | 1 |
| 9     | Hungria       |                 | 2                | 1                 | 3 |
| 10    | Alemanha      |                 | 1                | 1                 | 2 |
| 10    | Países Baixos |                 | 1                | 1                 | 2 |
| 12    | Arménia       |                 |                  | 1                 | 1 |
| 12    | Israel        |                 |                  | 1                 | 1 |